# Bahrom Mendiboyev
Bahrom Mendiboyev (* 27. August 1983 in Karakalpakistan) ist ein usbekischer Gewichtheber.

## Karriere
Mendiboyev erreichte bei den Asienmeisterschaften 2009 in der Klasse bis 69 kg den vierten Platz im Zweikampf und gewann im Reißen die Bronzemedaille. Bei den Weltmeisterschaften im selben Jahr wurde er Achter. 2010 war er bei den Asienspielen Siebter und bei den Weltmeisterschaften Neunter. Bei den Asienmeisterschaften 2011 erreichte er den fünften Platz. 2012 wurde er bei den Asienmeisterschaften Zehnter. Im selben Jahr nahm er an den Olympischen Spielen in London teil, allerdings gelang ihm dort im Reißen kein gültiger Versuch. Bei den Asienmeisterschaften 2013 war er Achter. Bei der Dopingkontrolle wurde er jedoch positiv auf Stanozolol getestet und für zwei Jahre gesperrt.